# Club Cobalto 49
El Club Cobalto 49, o simplemente Club 49, fue una asociación artística fundada el 28 de abril de 1949 en Barcelona por Sebastià Gasch, Joaquim Gomis, Sixt Illescas, Joan Prats, Eudald Serra, María Teresa Bermejo y Rafael Santos Torroella. También  participó Alexandre Cirici. Todos ellos provenían del grupo ADLAN o de la Editorial Cobalto, con la que editaron los facsímiles Cobalto 49 y que dio nombre al grupo. A partir de 1964 Maria Lluïsa Borràs se hizo cargo de la secretaría y de la programación del Club, el objetivo del cual era difundir los preeminentes movimientos artísticos del momento: durante más de veinte años fue el principal impulsor del vantguardismo en Cataluña.
En 2014 el Ayuntamiento de Gerona, en paralelo a la adquisición de los fondos artísticos de Santos Torroella, recibió en donación el Archivo y Biblioteca Rafael y María Teresa Santos Torroella por parte de los herederos de María Teresa Bermejo. La documentación sobre el Club Cobalto 49 forma parte del Archivo y Biblioteca Rafael y María Teresa Santos Torroella. El Archivo dispone de los catálogos de las diferentes exposiciones, correspondencia entre los fundadores y terceros, ejemplares de la revista Cobalto 49, fotografías y documentos de gestión. Los trabajos de tratamiento han estado a cargo del Archivo Municipal de Gerona.

## Proyectos destacados
- Revista Cobalto 49
- Exposición Miró, retrospectiva, a las Galerías Layetanas[4]
- Exposición Dau al Set